# Aplosonyx chalybeus
Aplosonyx chalybeus (лат.) — вид жуков-листоедов рода Aplosonyx из подсемейства козявки (Galerucinae, Chrysomelidae). Распространен в Юго-Восточной Азии (Вьетнам, Индия, Китай, Мьянма, Непал). Мелкие жуки (длина тела 12 — 14 мм). Этот вид можно отличить от других китайских видов по жёлтым усикам с чёрными антенномерами 5—8, вершине переднеспинки с четырьмя приподнятыми участками и синим или пурпурно-синим надкрыльям. Этот вид отличается от A. sublaevicollis тем, что переднеспинка наиболее широкая в передней 1/3. Голова, переднеспинка, щитик и вентральная поверхность тела жёлтые, усики жёлтые с чёрными антенномерами 5—8, ноги чёрные с жёлтыми бёдрами, надкрылья синие или пурпурно-синие. Голова маленькая, лобные бугорки отчётливые, усики тонкие, доходят до середины каждого надкрылья, в целом три базальных антенномера блестящие, антенномер 2 самый короткий, антенномер 3 длиннее антенномера 2, антенномер 4 самый длинный и длиннее антенномеров 2 и 3 вместе взятых. Пронотум шире головы, почти в 2 раза шире её длины.